# 埃克托莱邦
埃克托莱邦（法語：Ectot-lès-Baons，法語發音：[ɛkto lɛ bɑ̃]，意为“邦附近的埃克托”）是法国滨海塞纳省的一个市镇，属于鲁昂区。

## 地理
埃克托莱邦（49°38'34"N, 0°48'25"E）面积4.92 平方千米，位于法国诺曼底大区滨海塞纳省，该省份为法国北部沿海省份，其西部及北部濒大西洋英吉利海峡，东起顺时针与索姆省、瓦兹省、厄尔省和卡爾瓦多斯省接壤。
与埃克托莱邦接壤的市镇（或旧市镇、城区）包括：邦勒孔特、埃卡勒阿利克斯、埃图特维尔、弗拉芒维尔、格雷蒙维尔、莱欧德科。
埃克托莱邦的时区为UTC+01:00、UTC+02:00（夏令时）。

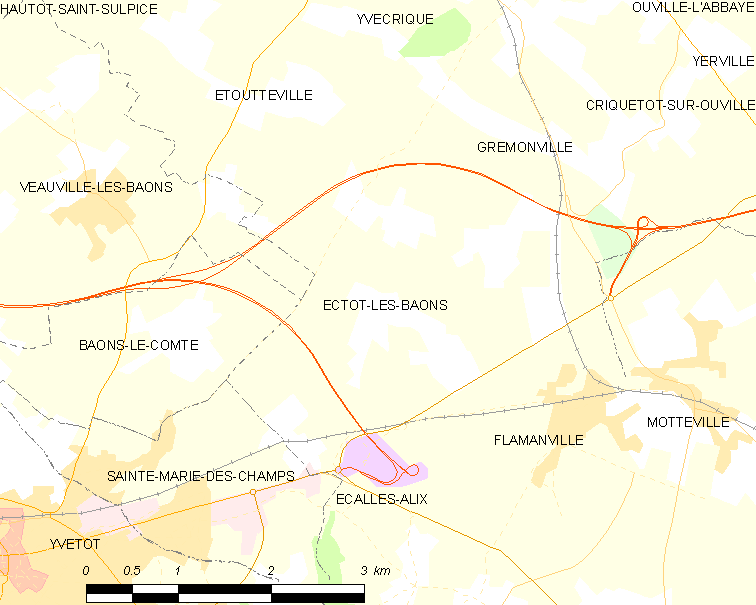
埃克托莱邦的OSM定位图

## 行政
埃克托莱邦的邮政编码为76970，INSEE市镇编码为76228。

## 政治
埃克托莱邦所属的省级选区为伊沃托县。

## 人口

1962-2008年间埃克托莱邦人口变化图示

埃克托莱邦于2022年1月1日时的人口数量为398人。